# Cyprien Brun
Cyprien Brun (né le 12 mars 1983 à Annecy) est un ancien skieur alpin français.

## Biographie
Il commence le ski très tôt, en étant licencié au Club des Sports des Saisies. Il va ensuite faire partie du Comité de Savoie, puis est membre des équipes de France de Ski durant la saison 2004-2005 où il va courir 24 Coupes d’Europe. Il réalise aussi l'ouverture de plusieurs Coupes du monde telles que la descente du Kandahar et la descente de Val d'Isère. Après une saison mitigée, il décide d'arrêter le ski de haut niveau fin 2005, afin de se consacrer à ses études.
Il commence sa scolarité « sportive » au collège de Beaufort, dans la section « Ski-étude » dès la sixième. Il est ensuite parti à Moûtiers, pour faire sa seconde, et il a fait sa première et terminale au lycée Jean-Moulin à Albertville, dans la SSHN (Section Sportive de Haut Niveau). Il fait ensuite deux années de DUT TC (technique de commercialisation) à l’IUT d’Annecy, car c’est une des seules formations proposant des horaires aménagés.
Passionné de sciences il arrête le commerce, pour continuer ses études scientifiques à l’INSA de Lyon pendant un an, puis décide en septembre 2005 de s'orienter vers un DUT MPh (mesures physiques). Il intégrera par la suite l’école d’ingénieur d’Annecy, Polytech Annecy-Chambéry dans la spécialité physique appliquée et instrumentation.

## Palmarès
- 2005-2006 :
  - Champion de France universitaire de Super G et de Skier-Cross
  - Vice-champion de France universitaire de Slalom Géant
  - Champion du Monde citadin de Super G
  - Vice-champion du Monde citadin de Slalom Géant
  - 3e aux Championnats du Monde citadin en Descente
- 2004-2005 :
  - Vice-champion du Monde universitaire en Descente
  - 5e aux Championnats du Monde universitaire en Super G
- 2003-2004 :
  - 3e du Championnat de France junior de Super G
  - Vainqueur de la Coupe de France junior
  - 11e des Championnats du Monde junior en Super G
- 2002-2003 :
  - Vice-champion de France junior en Super G
  - Vice-champion de France junior en Descente
  - 2e de la Coupe de France junior
  - 17e des Championnats du Monde junior en Super G
- 2000-2001 :
  - Champion de France cadet de Super G
  - Vice-champion de France cadet en Slalom Géant
  - 3e de la Coupe de France cadet